# Chebeague Island

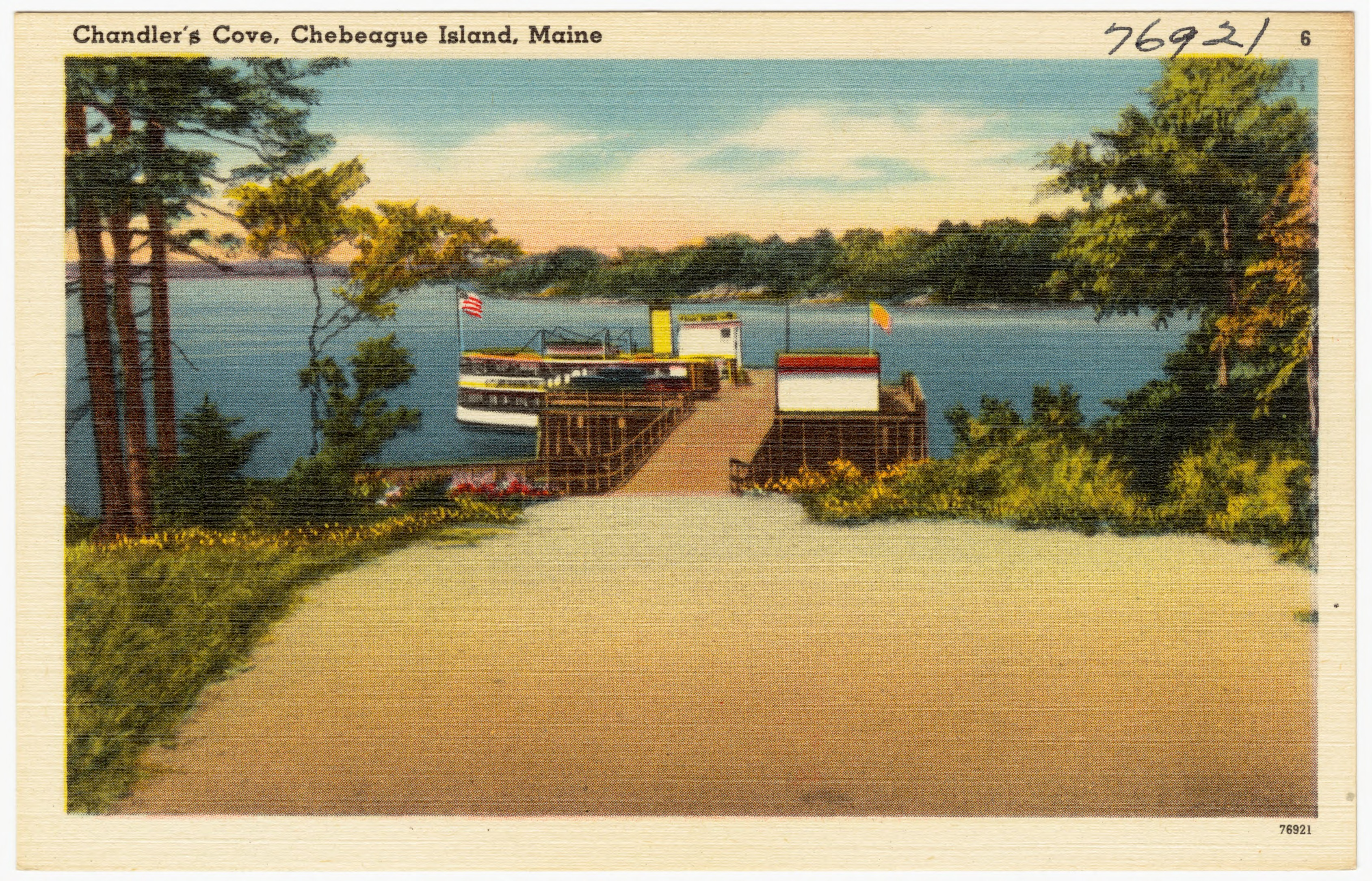
Carte postale de l'île

Chebeague Island est située dans la baie de Casco, un bras de mer du golfe du Maine. Également connue sous le nom de Great Chebeague (prononcé « sha-big ») Island, aujourd’hui c’est une ville du comté de Cumberland, dans l'État du Maine, aux États-Unis. Il est situé à 16 km au nord-est de Portland. 
L’île Chebeague est la plus grande île de la baie de Casco qui n'est pas reliée au continent par un pont, alors que la plus grande est Sebascodegan Island qui fait partie de la ville de Harpswell et reliée au continent par un pont.
Chebeague faisait partie de la ville de Cumberland jusqu'au 1er juillet 2007, date à laquelle elle a fait sécession et a été promue ville de Chebeague Island annexant dix-sept petites îles de la baie et leurs eaux adjacentes. 
Lors du recensement de 2010, la population résidente permanente était de 341 habitants toute l’année. L'île fait partie de l'aire métropolitaine de Portland

## Source
- (en) Cet article est partiellement ou en totalité issu de l’article de Wikipédia en anglais intitulé « Chebeague Island, Maine » (voir la liste des auteurs).